# Nicholas Mirzoeff
Nicholas Mirzoeff és professor de Mitjans, Cultura i Comunicació a la Universitat de Nova York i un dels més destacats teòrics sobre cultura visual contemporània. Ha escrit alguns dels llibres més rellevants sobre aquesta matèria, entre ells Una introducción a la cultura visual (Paidós, 2003), Silent Poetry. Deafness, sign language and visual culture in Modern France (1995), The Visual Culture Reader (1998-2002), Watching Babylon: The War in Iraq and Global Visual Culture (2005) i The Right to Look. A Counterhistory of Visuality (2011). Darrerament, treballa sobre la cultura visual del canvi climàtic.